# Consentement des gouvernés
En philosophie politique, l'expression consentement des gouvernés fait référence à l'idée que la légitimité et le droit naturel d'un gouvernement à utiliser le pouvoir de l'État ne sont justifiés et licites que lorsqu'ils sont consentis par le peuple ou la société sur laquelle ce pouvoir politique est exercé.

## Histoire
Cette théorie du consentement est historiquement opposée au droit divin et a souvent été invoquée contre la légitimité du colonialisme[réf. nécessaire].
L'article 21 de la Déclaration universelle des droits de l'homme de 1948 des Nations Unies stipule que « la volonté du peuple est le fondement de l'autorité des pouvoirs publics »[réf. nécessaire].